# 槇村さとる
槇村 さとる（まきむら さとる、1956年〈昭和31年〉10月3日 - ）は、日本の漫画家。東京都葛飾区西亀有町出身、血液型はB型。東京都立工芸高等学校工芸デザイン科卒業。女性。
ペンネームの由来は、漫画家デビュー当時に好きだった人の名前から。

## 来歴・人物
小さいころから絵を描くことが好きで、毎日描いていた。思春期に父親から性的虐待を受け、そのトラウマから逃れるために漫画を描き始める。漫画家を志し最初に投稿し続けたのは『りぼん』だったが、浮気心から投稿先を変更し送付したら忽ち採用となり、1973年、高校1年で『別冊マーガレット』4月号（集英社）に掲載された「白い追憶」でデビュー。高校卒業後、メーカーに就職したが、漫画の原稿料が給料を上回ったので退職し専業作家になる。
1978年に同誌でフィギュアスケートを題材にした『愛のアランフェス』を連載。1980年代には、ジャズダンスを題材にした『ダンシング・ゼネレーション』、アイスダンスを題材にした『白のファルーカ』などを発表して活躍。
1990年代には『ヤングユー』（集英社）など、大人の女性向け漫画誌に活動の舞台を移す。他に代表作として、テレビドラマ化された『イマジン』『おいしい関係』『Real Clothes』など。
父親から受けた虐待のトラウマを35歳で克服し、その経験を綴った自伝的エッセイ『イマジンノート』を2002年に出版。選択的夫婦別姓制度導入がなされないため、42歳で性人類学者のキム・ミョンガンと事実婚。愛知淑徳大学にて非常勤講師として年1回教鞭をとっている。
2024年春に画業50周年を迎え、東京・弥生美術館にて2024年1月より3月31日まで『デビュー50周年記念　槇村さとる展』を開催。
編集委員会の委員長を石ノ森章太郎が務めた「日本漫画家名鑑500」にて、『白のファルーカ』・『ダンシング・ゼネレーション』・『まみあな四重奏団』・『愛のアランフェス』の4作品の書影を代表作として掲載している（1992年時点）。

## 作品リスト

### 漫画の単行本
マーガレットコミックスから刊行されたものより、集英社にて順次漫画文庫化が進んでいる。
マーガレットコミックス（集英社）
- 放課後（1977年5月20日）
- ディスコ・ベイビー（1978年1月20日）
- 青春志願（1978年6月20日）
- 氷のミラージュ（1979年2月20日）
- 愛のアランフェス（1979年6月30日 - 1980年11月、全7巻）
- クリスタル・レイン（『氷のミラージュ』収録）
- 青春志願：明日のヒーロー（1981年5月）
- 鏡の中のアリス（1982年1月30日）
- ダンシング・ゼネレーション（1982年3月30日 - 1982年11月30日、全4巻）
- N★Yバード（1983年 - 1984年、全3巻） ※『ダンシング・ゼネレーション』の続編的コミック。
- スキャンダル8 1/2（1984年6月）
- フット・ステップ（1985年）
- ダイヤモンド・パラダイス（1984年11月 - 1985年4月、全3巻）
- しなやかに夜は踊る（1986年）
- 半熟革命（1986年、全3巻）
- ベルベット・アーミー（1987年、全2巻）
- 白のファルーカ（1987年 - 1989年、全8巻）
- NGダンディー・OKレディー（1988年）
- まみあな四重奏団（1988年 - 1989年）
- ピーナッツ戦線（1989年）
- 勝手にしやがれ（1990年）
- 赤とうがらし物語（1990年）
- コクーン荘1x1（1991年）
- シンパシー：失われたささやき（1991年）
- ラブ・ストーリー19XX（1991年）
- ダブルヴィジョン（1992年）
- クレヨンの王様（1992年）
- フェイク（1992年）
- God Bless You（1993年）
- うさぎ（1993年）
- 華のなまえ（1993年）
- YES!（2012年、全3巻）
- モーメント：永遠の一瞬（2014年7月30日 - 2024年1月30日、全20巻）

YOUNG YOUコミックス（集英社）
- ピタゴラスの定理（1992年）
- おいしい関係（1993年 - 2000年、全16巻）
- イマジン（1994年 - 1999年、全11巻）
- ボレロ（1998年）
- お天気予報（2000年）
- ヒューマンステップス（2000年）
- imagine29（2000年 - 2001年、全3巻）
- Do Da Dancin'!（2001年 - 2005年、全9巻）
- 恋のたまご（2002年 - 2004年、全4巻）

クイーンズコミックス（集英社）
- BELIEVE（2004年 - 2006年、全7巻）
- ヒロインの条件（2006年）
- Real Clothes（2007年 - 2011年、全13巻）

OFFICE YOUコミックス（発行：創美社／発売：集英社）
- ドゥ ダ ダンシン!ヴェネチア国際編（2007年 - 2013年、全13巻）※ヤングユーコミックス『Do Da Dancin'!』の続編

その他単行本
- THE槇村さとる - デビュー50周年記念画集（愛蔵版コミックス／2023年、集英社）

### エッセイ・対談集など
- イマジン・ノート（1998年、集英社[8]）
- ふたり歩きの設計図（2003年、集英社）
- 人生の穴 ときどき落ちても大丈夫-槇村さとる対談集（2005年、集英社）
- あなた、今、幸せ?（2005年、集英社、キム ミョンガンと共著）
- スタイル・ノート（2006年、幻冬舎[9]）
- Do Da Dancin'!バレエエッセンス 槇村さとるに夢中（2007年、集英社）
- おとな養成所（2010年、光文社）
- 一生使えるクローゼット・ノート（2018年、幻冬舎[10]）

地曳いく子との共著
- ババア上等！ 余計なルールの捨て方大人のおしゃれDo!&Don’t（2016年、集英社[12]）
- ババアはつらいよ アラカン・サバイバルBOOK（2018年、集英社[13]）
- ババアに足りないのは愛！＋60からのHappyおしゃれBOOK（2021年、集英社[14]）